# Rominigue Kouamé
Rominigue Kouamé N'Guessan (* 17. prosince 1996) je malijský profesionální fotbalista, který hraje na pozici záložníka za španělský klub Cádiz CF. Narodil se v Pobřeží slonoviny, ale hraje za malijský národní tým.

## Klubová kariéra
Kouamé debutoval v Ligue 1 6. srpna 2017 při domácím vítězství 3:0 nad Nantes. O poločase vystřídal Fodé Balla-Tourého. Na sezónu 2019/20 byl zapůjčen do Cercle Bruggy.

## Statistiky

### Klubové
Platí k zápasu hranému 29. března 2024.
| Klub                      | Sezóna            | Liga               | Liga   | Liga | Národní pohár | Národní pohár | Ligový pohár | Ligový pohár | Kontinentální | Kontinentální | Ostatní | Ostatní | Celkově | Celkově |
| Klub                      | Sezóna            | Soutěž             | Zápasy | Góly | Zápasy        | Góly          | Zápasy       | Góly         | Zápasy        | Góly          | Zápasy  | Góly    | Zápasy  | Góly    |
| ------------------------- | ----------------- | ------------------ | ------ | ---- | ------------- | ------------- | ------------ | ------------ | ------------- | ------------- | ------- | ------- | ------- | ------- |
| Lille                     | 2017/18           | Ligue 1            | 6      | 0    | 0             | 0             | 0            | 0            | —             | —             | —       | —       | 6       | 0       |
| Paris FC (hostování)      | 2018/19           | Ligue 2            | 25     | 0    | 0             | 0             | 1            | 0            | —             | —             | 1       | 0       | 27      | 0       |
| Cercle Bruggy (hostování) | 2019/20           | Jupiler Pro League | 13     | 0    | 1             | 0             | —            | —            | —             | —             | —       | —       | 14      | 0       |
| Troyes (hostování)        | 2019/20           | Ligue 2            | 7      | 0    | —             | —             | —            | —            | —             | —             | —       | —       | 7       | 0       |
| Troyes (hostování)        | 2020/21           | Ligue 2            | 32     | 2    | 0             | 0             | —            | —            | —             | —             | —       | —       | 32      | 2       |
| Troyes                    | 2021/22           | Ligue 1            | 34     | 1    | 0             | 0             | —            | —            | —             | —             | —       | —       | 34      | 1       |
| Troyes                    | 2022/23           | Ligue 1            | 32     | 1    | 0             | 0             | —            | —            | —             | —             | —       | —       | 32      | 1       |
| Troyes                    | 2023/24           | Ligue 2            | 4      | 1    | —             | —             | —            | —            | —             | —             | —       | —       | 34      | 1       |
| Troyes                    | Celkově           | Celkově            | 109    | 5    | 0             | 0             | —            | —            | —             | —             | —       | —       | 109     | 5       |
| Cádiz                     | 2023/24           | La Liga            | 16     | 0    | 1             | 0             | —            | —            | —             | —             | —       | —       | 17      | 0       |
| Celkově v kariéře         | Celkově v kariéře | Celkově v kariéře  | 169    | 5    | 2             | 0             | 1            | 0            | 0             | 0             | 1       | 0       | 173     | 5       |